# Paul Ehrlich
Paul Ehrlich (Strehlen, 14 marzo 1854 – Bad Homburg, 20 agosto 1915) è stato un microbiologo e immunologo tedesco, fondatore della chemioterapia, cioè della terapia mediante particolari composti chimici (i chemioterapici) in grado di agire specificamente contro microbi apportatori di malattie infettive.
È stato un medico e scienziato tedesco, di origini ebree, vincitore del premio Nobel che ha lavorato nei campi dell'ematologia, dell’immunologia e della chemioterapia antimicrobica. Gli viene attribuito il merito di aver trovato una cura per la sifilide nel 1909. Ha inventato la tecnica precorritrice della colorazione di Gram. I metodi che ha sviluppato per la colorazione dei tessuti hanno permesso di distinguere tra diversi tipi di cellule del sangue, il che ha portato alla capacità di diagnosticare numerose malattie del sangue.
Il suo laboratorio ha scoperto l'arsfenamina (Salvarsan), il primo efficace trattamento medicinale per la sifilide, dando così il via al concetto di chemioterapia, che poi diverrà in futuro il principale metodo per curare numerose tipologie di cancro. Ha anche dato un contributo decisivo allo sviluppo di un antisiero per combattere la difterite e ha ideato un metodo per standardizzare i sieri terapeutici.

## Biografia

### Infanzia e studi
Paul Ehrlich nacque il 14 marzo 1854, secondo figlio di Ismar e Rosa Ehrlich, a Strzelin, cittadina della bassa Slesia, territorio in quel periodo appartenente al Regno di Prussia.
La sua famiglia si occupava principalmente della gestione di una taverna. Sembra che già durante gli studi elementari nel suo paese il giovane Paul mostrasse un grande interesse per la chimica. Lasciata la scuola di Strezlin, proseguì gli studi al collegio di Breslavia, dove si dimostrò particolarmente dotato in matematica ed appassionato allo studio del latino, anche se ebbe difficoltà in composizione tedesca. Iscrittosi alla facoltà di medicina dell'Università di Breslavia, Paul si interessò principalmente alla chimica organica, all'istologia ed alla biologia; si trasferì quasi subito all'Università di Strasburgo, da poco fondata.
Molto interessato dagli sviluppi nel campo dei preparati a base di anilina, Paul si dedicò di propria iniziativa ad esperimenti sulla colorazione istologica trascurando i corsi universitari. Il professor Heinrich von Waldeyer, suo tutore, affermò su di Ehrlich che era uno studente timido, ma con un accattivante modo di fare e con una grande passione per il lavoro scientifico. Paul, due anni dopo, tornò a Breslavia dove continuò i suoi studi in patologia ed anatomia; questa scelta probabilmente fu dovuta al consiglio di suo cugino Karl Weigert. Ehrlich stesso in una sua nota autobiografica scrisse che a Breslavia ebbe l'occasione di lavorare con professori di rilievo, come il professor Julius Friedrich Cohnheim e il professore Rudolf Heidenhain. All'Università di Breslavia Paul Ehrlich incontrò per la prima volta Robert Koch con cui collaborò alcuni anni dopo. Completò il suo percorso di studi all'Università di Lipsia, dove continuò i suoi esperimenti sui coloranti in una piccola taverna. Ehrlich si laureò all'Università di Lipsia nel 1878 all'età di 24 anni; la sua tesi di laurea, basata sui primi studi analitici sui metodi di colorazione, sottolineava l'importanza dell'applicazione di tali tecniche alla medicina.

### Inizi della carriera
Sempre nel 1878, superato l'esame di Stato come fisiologo, assunse il ruolo prima di assistente e poi di primario di fisiologia alla seconda clinica dell'Ospedale universitario della Charité di Berlino, sotto la direzione del prof. Friedrich Theodor von Frerichs.
In questi anni Ehrlich fu comunque libero di continuare i suoi studi, grazie al prof. von Frerichs, che da subito aveva riconosciuto le abilità del suo giovane assistente.
Il suo laboratorio è così descritto da un suo collega:
(Marquardt,"Paul Ehrlich", p. 19)
Durante la sua carriera da assistente Ehrlich affrontò una considerevole quantità di lavoro scientifico, che pose le basi per le sue future e più importanti scoperte. Nonostante ciò, si mostrò sempre scrupoloso e gentile nei confronti dei pazienti ed estremamente abile anche nelle analisi chimiche, grazie all'esperienza nel campo della colorazione. Durante questo periodo Ehrlich si sposò con Hedwing Pinkus di Neustadt, la figlia diciannovenne di una famiglia legata ad un'importante industria della Slesia superiore. Dopo l'annuncio da parte di Robert Koch dell'isolamento del bacillo della tubercolosi, nel 1882, Ehrlich cominciò subito a sperimentare metodi di colorazione sul batterio di forma circolare che aveva trovato nei campioni provenienti da pazienti affetti da tubercolosi e dei quali non aveva saputo dare spiegazione fino ad allora. Ottenuto, fortuitamente, quasi subito un grande progresso nella colorazione dei bacilli, si mise in contatto con Koch per mostrargli la sua scoperta. Questi, in una sua successiva pubblicazione, riconobbe l'importanza della colorazione operata da Ehrlich.
Nel 1885 il prof. von Frerichs fu succeduto dal prof. Carl Gerhardt, il quale non comprese l'importanza delle ricerche di Ehrlich e non gli concesse le libertà di cui prima godeva per dedicarsi ai suoi studi. Ciò rese l'ambiente di lavoro per Ehrlich poco sopportabile. Ammalatosi di tubercolosi, si dimise dalla sua posizione al "Charitè-Hospital" e si trasferì in Egitto a scopi terapeutici. Questo viaggio, a detta dei suoi più intimi amici, fu positivo soprattutto per la salute psicologica di Ehrlich, che mal sopportava di lavorare con Gerhardt.

### Le ricerche con Robert Koch ed Emil von Behring

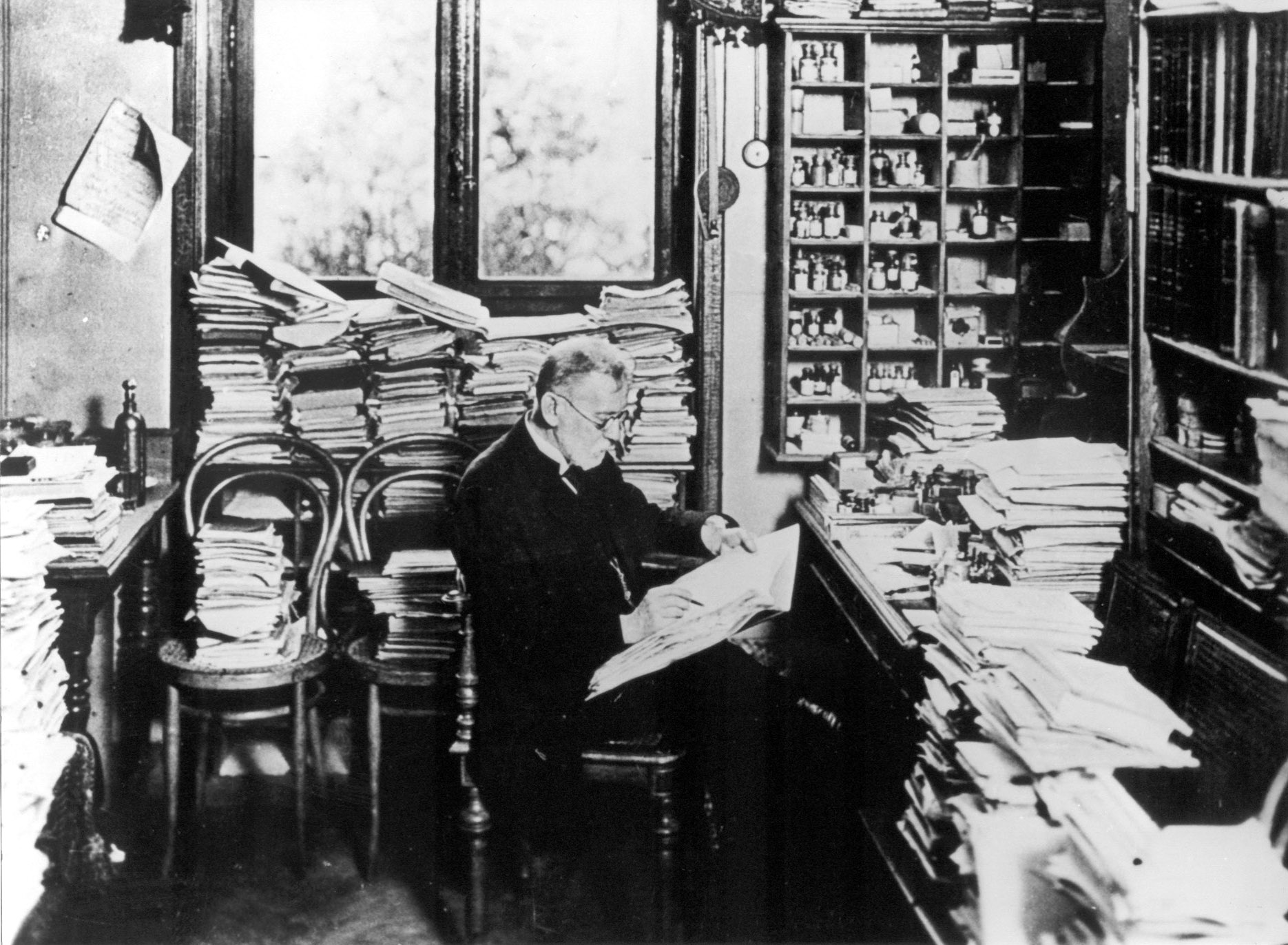
Paul Ehrlich, 1900 circa, nel suo ufficio a Francoforte

Tornato dall'Egitto nel 1889, Ehrlich organizzò un piccolo laboratorio privato a Berlino, continuando con successo le proprie ricerche, ma sempre su piccola scala. Koch offrì quindi a Ehrlich un posto nel recentemente fondato Instituto di Malattie Infettive a Berlino. Accettata l'offerta, Ehrlich si dedicò alle ricerche nel campo della batteriologia; in questo periodo Ehrlich cominciò a lavorare con Emil Adolf von Behring, collaborazione da cui nacque anche un'amicizia. La scoperta, nel 1892, da parte di von Behering della specifica antitossina per il tetano e la difterite nel siero animale fu motivo di grande fermento nel mondo scientifico, ma non portò i risultati sperati in quanto troppo debole. In seguito, con l'aiuto di Ehrlich furono condotte ricerche che consentirono di rendere il siero più efficace ed accettato ovunque. Data la stretta collaborazione tra Ehrlich e von Behring, l'azienda chimica che stava per cominciare la produzione del siero antidifterico strinse un contratto con entrambi i ricercatori.
Durante questo periodo von Behring propose ad Ehrlich di diventare direttore di un Istituto di Ricerca statale, che sarebbe stato fondato da lì a breve, grazie alla sua influenza politica; questa nomina avrebbe però richiesto la rinuncia al contratto con l'azienda chimica. Pur avendo rinunciato ai lauti profitti della scoperta a cui aveva collaborato, Ehrlich non ottenne mai la posizione da lui desiderata e promessagli dall'amico, la cui influenza sembrò non essere sufficientemente forte. Questo evento raffreddò molto i rapporti tra von Behring ed Ehrlich che, pur limitandosi alla formalità, continuarono, soprattutto quando Ehrlich divenne nel 1896 direttore dell'"Istituto del Siero" a Steglitz ed in seguito responsabile del controllo di stato su tutti i sieri.

### Passaggio dall'Istituto di Steglitz all'Istituto del Siero di Francoforte

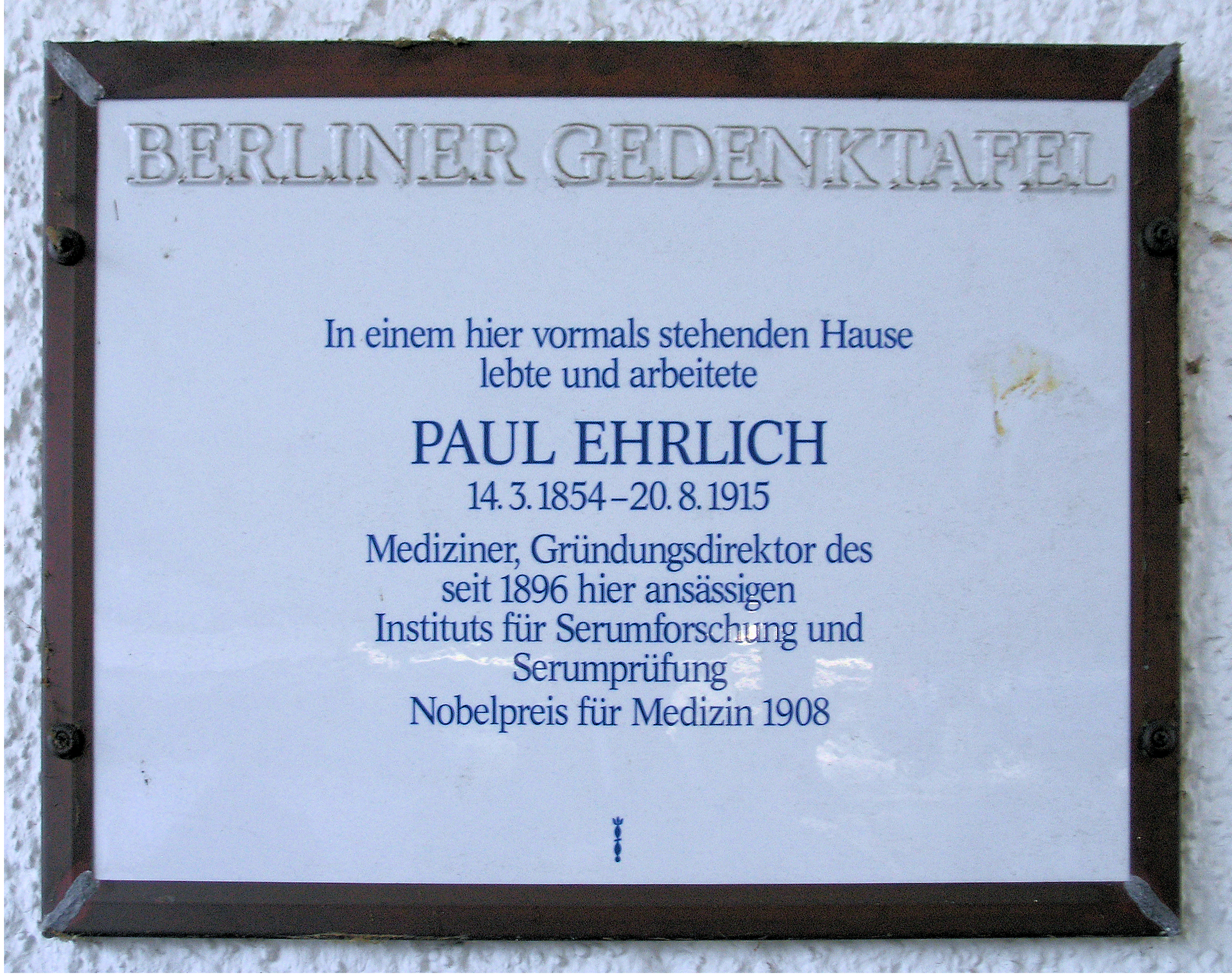
Placca commemorativa in via Bergstraße 96 a Berlino, dove visse e lavorò Ehrlich dal 1890 al 1899

Ehrlich, nonostante le limitate possibilità dell'istituto dove lavorò mentre era a Steglitz, tra il 1877 ed il 1904 pubblicò 232 testi, tra libri ed articoli. Questo sforzo confermò la sua genialità agli occhi del dottor Althoff, direttore del Ministero Prussiano della Medicina, col quale Ehrlich aveva già avuto buoni rapporti in precedenza, e che ormai era desideroso di offrire maggiori possibilità al giovane ricercatore. Un aiuto decisivo venne dal sindaco di Francoforte sul Meno, il dottor Franz Adickes; grazie a loro fu fondato nel 1896 l'"Istituto di Terapia Sperimentale di Francoforte", del quale Ehrlich divenne direttore e nel quale avrebbe lavorato fino alla sua morte.
Nonostante Ehrlich fosse una persona piuttosto distratta e disordinata si dimostrò un ottimo direttore per l'istituto: dava la minima importanza alle formalità, totalmente concentrato sui suoi progetti e sui problemi scientifici che gli si sottoponevano; le sue direttive venivano impartite attraverso un sistema di fogli di differenti colori e scritti con matite colorate, chiamati da Ehrlich "blocchi", su di essi scriveva le istruzioni per i vari esperimenti, per gli articoli, le lettere che voleva fossero scritte e pianificava anche i propri impegni durante la giornata. Alcuni anni dopo, nel 1906, la signora Franzisca Speyer fece un'ingente donazione al fine di costruire, vicino all'Istituto del Siero, un istituto di ricerca completamente dedicato alla chemioterapia, argomento fonte di grande interesse per Ehrlich. Il nuovo complesso fu chiamato, in memoria del suo ultimo marito, Georg Speyer-Haus.

### La vittoria del Nobel e la scoperta del Salvarsan
Nel 1908 Paul Ehrlich e il prof. Il'ja Il'ič Mečnikov vinsero il premio Nobel per la medicina, grazie alle loro ricerche sull'immunologia. Nel 1909 il prof. Shibasaburō Kitasato, amico e tempo prima collega di Ehrlich, mandò il proprio pupillo, il dott. Sahachiro Hata, a studiare presso l'istituto diretto da Ehrlich. Hata fu impegnato in una lunga serie di sperimentazioni nelle quali, analizzando gli effetti del composto numero 606, ne notò il potere curativo.

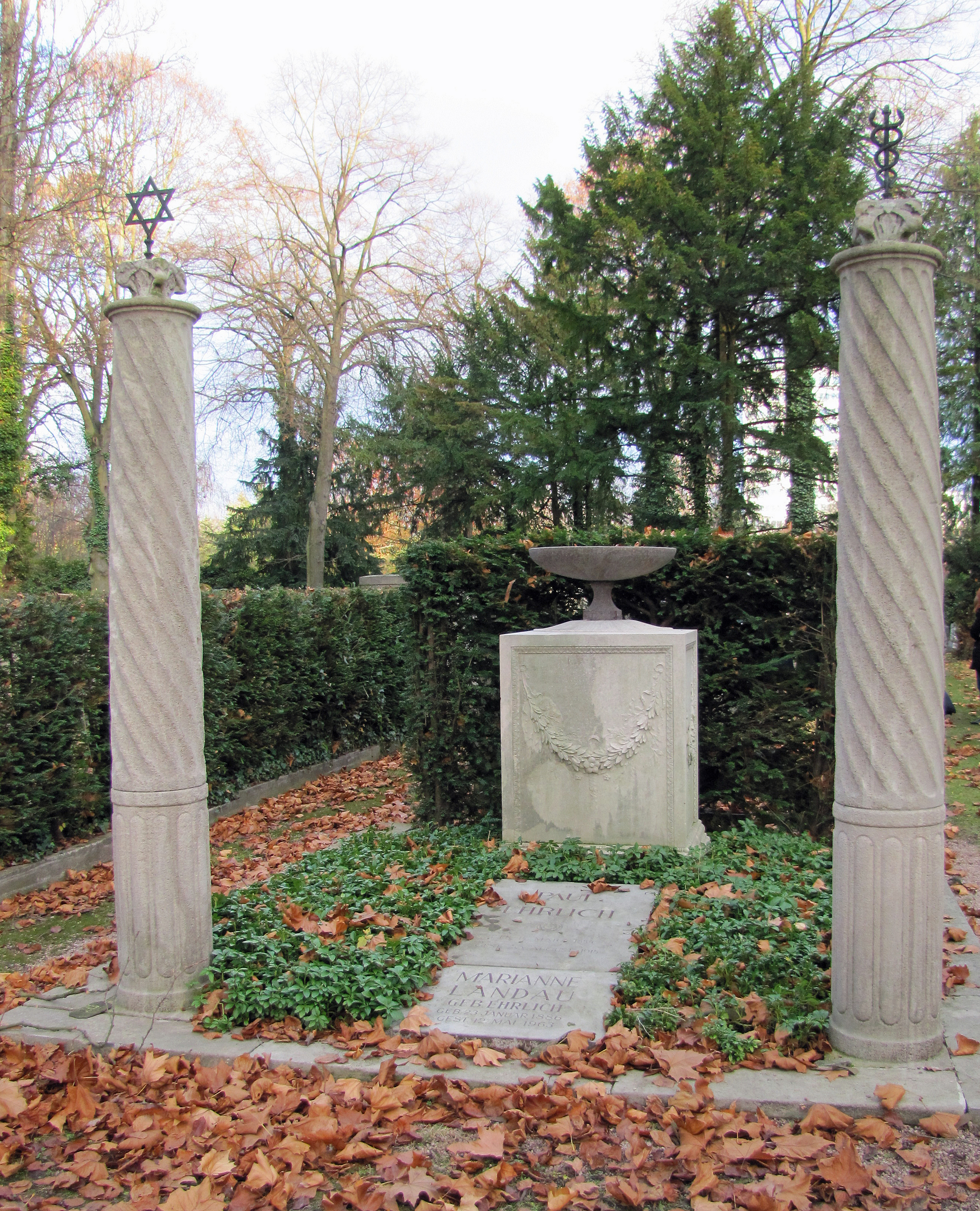
Tomba di Ehrlich nel cimitero ebreo in Rat-Beil-Straße a Francoforte sul Meno

Dopo una lunga serie di esperimenti, Ehrlich si rivolse a collaboratori esterni per verificare gli effetti sull'uomo, i quali erano sparsi in tutta l'Europa e dovevano attenersi a dosaggio e modalità di applicazione rigidamente stabiliti da Ehrlich stesso; essi diedero, uno dopo l'altro, risultati molto positivi riguardo all'utilizzo del composto per la cura della sifilide; nonostante questi risultati Ehrlich ne ritardò la pubblicazione per continuare la sperimentazione ed essere assolutamente certo degli effetti del 606. Dopo l'annuncio al pubblico del nuovo farmaco, chiamato "Salvarsan" l'attività di Ehrlich riguardò principalmente il perfezionamento dei metodi con cui il Salvarsan veniva somministrato e lo studio degli eventuali effetti collaterali che esso poteva provocare.

### Ultimo anno
Poco prima della prima guerra mondiale Ehrlich collaborò brevemente col dottor Paul Karrer, di Zurigo, del quale divenne in seguito amico. Lo scoppio della guerra fu una pessima notizia per Ehrlich, che si vide requisito, a scopi bellici, gran parte dell'Istituto di Francoforte, e che dovette interrompere gran parte delle relazioni con i colleghi stranieri. Egli, inoltre, temeva che senza il suo controllo il salvarsan sarebbe potuto essere usato con procedure non ottimali. Nel dicembre del 1914 Ehrlich fu colpito da un leggero ictus e il rapido peggioramento delle sue condizioni di salute lo costrinse a pasti regolari, ai quali non era più abituato da tempo, e a rinunciare al fumo. Ebbe un secondo ictus, si spense il 20 agosto 1915 mentre si trovava a Bad Homburg.

## Lavori e scoperte

### Il processo e le reazioni di colorazione chimica
Sotto la guida del professor Waldeyer, Ehrlich iniziò a fare esperimenti in laboratorio utilizzando sostanze coloranti e acquisendo utili conoscenze sul processo di colorazione. Nel corso delle sue esperienze pratiche scoprì una nuova varietà di cellula, a cui conferì il nome di "mastocita", che in seguito si scoprirà implicata nell'azione immunitaria durante la risposta allergica. 

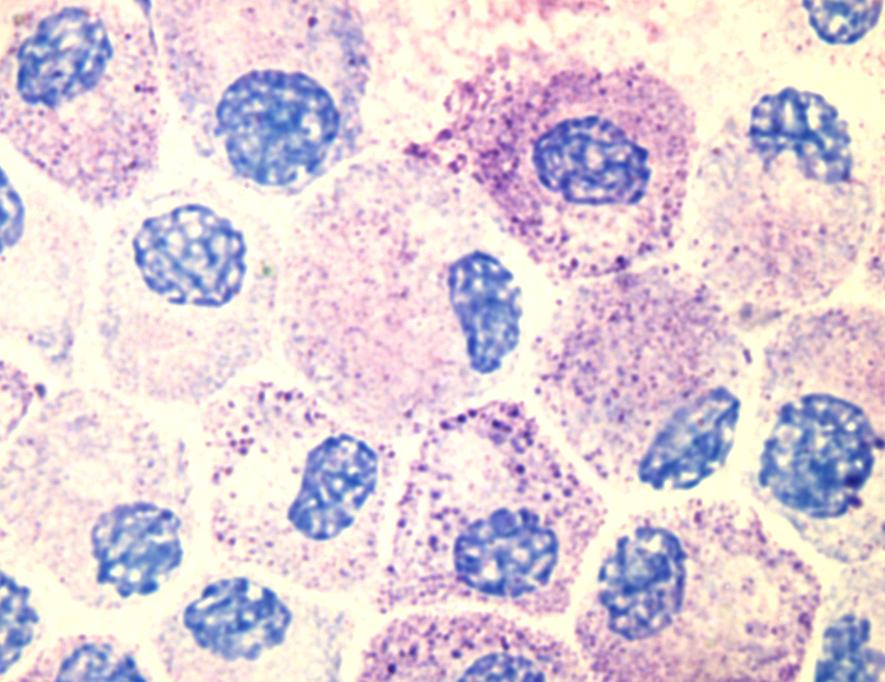
Foto di mastociti ingranditi al 100X colorati col Cloruro di Tolonio

 Egli mostrò come i numerosi granuli presenti nel citoplasma della cellula si rendano visibili in seguito alla reazione con alcuni coloranti. Durante il periodo in cui avvenne la laurea, si svilupparono le prime riflessioni intorno all'idea della "presenza di sostanze eterogenee fissate chimicamente al citoplasma" (integrata nella sua futura teoria della catena laterale).
Presso l'Ospedale La Charitè di Berlino le reazioni di colorazione erano spesso impiegate da Ehrlich per verificare la presenza o il decorso di alcune malattie che affliggevano i pazienti: era il caso della diazoreazione a cui erano sottoposte le urine, che consentiva di prevedere un miglioramento o un peggioramento delle condizioni di un paziente affetto da febbre tifoide. Molti componenti del sangue, inoltre, erano messi in evidenza dalle reazioni di colorazione; e proprio l'uso di tinture acide, alcaline e neutre, consentiva di rilevare le differenze tra i diversi tipi di ganulociti eosinofili, basofili e neutrofili, una varietà di leucociti. Per la preparazione dei vetrini con il sangue in colorazione, vi era un procedimento che secondo Ehrlich andava seguito con zelo assoluto: per questo i suoi studenti avevano coniato il detto: "(DE)  Ehrlich fӓrbt am lӓngsten" (Ehrlich prosegue imperterrito con le sue colorazioni), parodia del proverbio: "(DE)  Ehrlich wӓhrt am lӓngsten" (L'onestà è ciò che dura più a lungo). Il procedimento prevedeva che una goccia di sangue trattenuta su un vetrino fosse fissata ad esso tramite il calore emanato dalla fiamma di un becco di Bunsen. Dunque si procedeva alla colorazione attraverso varie tinture. 
Dopo la conferenza in cui Koch annunciò la scoperta del bacillo della tubercolosi, Ehrlich ricordò di aver visto un tempo da campioni di residui di saliva, batteri a forma di bastoncelli. Colorò i vetrini risalenti a quei campioni con i reattivi, lasciandoli su di un fornetto di ferro al cui interno la fiamma era rimasta spenta per ore. L'indomani, l'inserviente che ripuliva il laboratorio accese il forno, senza accorgersi dei vetrini. Ehrlich, giunto presto sul luogo, per osservare i preparati, terrificato dall'accaduto, osservando un vetrino controluce, notò come fosse perfettamente colorato; all'analisi al microscopio trovò i bacilli della tubercolosi visibili e raccolti in gruppi. Un risultato, come dirà lo stesso Ehrlich, dovuto almeno in gran parte alla fortuna.

### La teoria delle catene laterali
Nel corso della permanenza allo Steglitz Institute Ehrlich aveva definito le basi fondanti della teoria delle "Catene laterali", che forniva una spiegazione alla formazione e alle modalità di azione degli anticorpi nel sangue.
Secondo la teoria, le cellule attraggono sostanze chimiche esterne che hanno specifiche relazioni con altre sostanze contenute all'interno delle cellule stesse. Quando tali sostanze entrano in contatto con la superficie della cellula, si forma un legame, simile ad un complesso chiave-serratura, tra macromolecole esposte all'infuori dal corpo cellulare, dette recettori, e le sostanze esterne che presentano un gruppo, detto gruppo aptoforo, in grado di manifestare affinità per quel particolare recettore. Nel caso del processo di immunizzazione, la sostanza esterna può portare anche un gruppo toxoforo, contenente una tossina, capace di provocare la morte della cellula. Se ciò non avviene, e dunque la cellula sopravvive, essa risponde producendo recettori in eccesso, i futuri anticorpi, in grado di fluttuare nel siero e di legare i corpi tossici dotati della medesima affinità, neutralizzandoli.. Gli studi che Ehrlich condusse sugli animali per dimostrare l'efficacia della sua tesi, portarono complessivamente ad una prima approvazione della teoria, successivamente ampliata fino a contemplare la presenza di un ulteriore elemento, detto "additivo", o "complemento", tra l'antigene, ovvero il corpo estraneo, e l'anticorpo, prodotto dalla cellula come difesa. Inoltre, la teoria sulle catene laterali si dimostrerà fondamentale per la comprensione delle reazioni immunitarie suscitate da infezioni microbiche.

#### I proiettili magici
Nel siero in cui sono rilasciati, gli anticorpi, hanno la capacità di distribuirsi senza intaccare alcun tessuto od organo dell'organismo affetto dall'infezione, e di andare a colpire direttamente l'antigene per cui manifestano affinità. Una proprietà che permette di denotarli come veri e propri "proiettili magici", in grado di trovare il loro obiettivo da soli, grazie all'alto grado di specializzazione che li caratterizza. Questa idea, che fa parte del campo della sieroterapia, risulta essere alla base dello sviluppo della chemioterapia.

### La chemioterapia

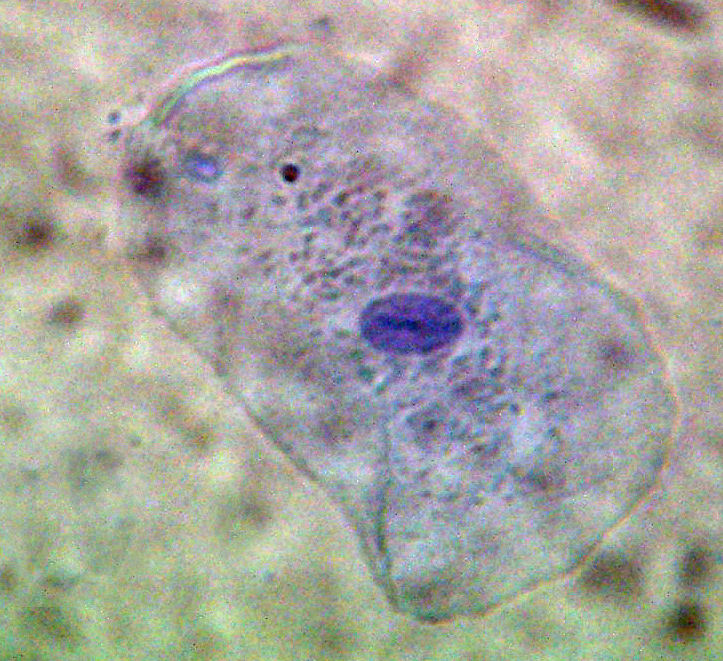
Colorazione in vivo mediante blu di metilene di una cellula proveniente dalla mucosa di una bocca umana

Dal 1906 in poi, Ehrlich si dedicò soprattutto allo sviluppo della chemioterapia, articolata nello studio, nella produzione e introduzione in medicina di composti chimici in grado di agire come sostanze specifiche contro le malattie del corpo umano, dovute ad infezioni, e di determinare la guarigione dell'individuo, eliminando le cause che le hanno suscitate, non soltanto i relativi sintomi. Ciascuna esperienza e teoria elaborata da Ehrlich costituisce un sostrato all'idea della chemioterapia, a partire dagli esperimenti con i coloranti chimici: mediante l'iniezione delle tinture, infatti, è possibile osservare come il colore si distribuisca a livello sia macroscopico che microscopico, a seconda della sua composizione, e dunque quali zone cellulari e tissutali rispondano specificamente al contatto con la tintura; in altre parole, in quali zone del corpo le tinture diano reazioni con le sostanze cellulari, suscitandone la colorazione.
Ne è un esempio il blu di metilene, che possiede una specifica relazione con le fibre dei nervi ancora viventi; cosicché in un pezzo di tessuto recentemente estratto, colorato con il blu di metilene, si possa seguire la distribuzione del colore in tutte le più piccole ramificazioni nervose. Se ad essere colorato fosse il tessuto di un parassita che succhia sangue da una rana, questo sarebbe messo in evidenza. Altri esempi sono il rosso neutro, in grado di colorare i granuli di quasi ogni cellula dell'organismo; o il blu pirrolo (ottenuto dalla condensazione del tetrametil-diammido-benzofenolo con il pirrolo), in grado di evidenziare solo un tipo di cellula.
Attraverso la sperimentazione è stato possibile dunque distinguere tra coloranti che agiscono a livello neuronale, legati cioè alle cellule nervose, detti neurotropici; tinture lipotropiche, legate alle cellule adipose; parassitotropiche, agenti sui parassiti. In tal modo gli studi sulle tinture chimiche hanno avuto influenza sull'idea di impiegare sostanze, eventualmente sintetizzate artificialmente, che agissero come proiettili magici massimamente in modo "prassitotropico", cioè contro parassiti e tossine esterne, e minimamente in modo "organotropico", danneggiando cioè quanto meno possibile gli organi. Se, dunque, in chimica vale il principio "corpora non agunt nisi liquida" (i corpi non reagiscono se non liquidi), in chemioterapia sarebbe giusto affermare "corpora non agunt nisi fixata" (i corpi non agiscono se non fissati), constatando la necessità delle sostanze di essere specifiche, per formare determinati legami e dunque fissarsi.

#### Le preparazioni chemioterapiche

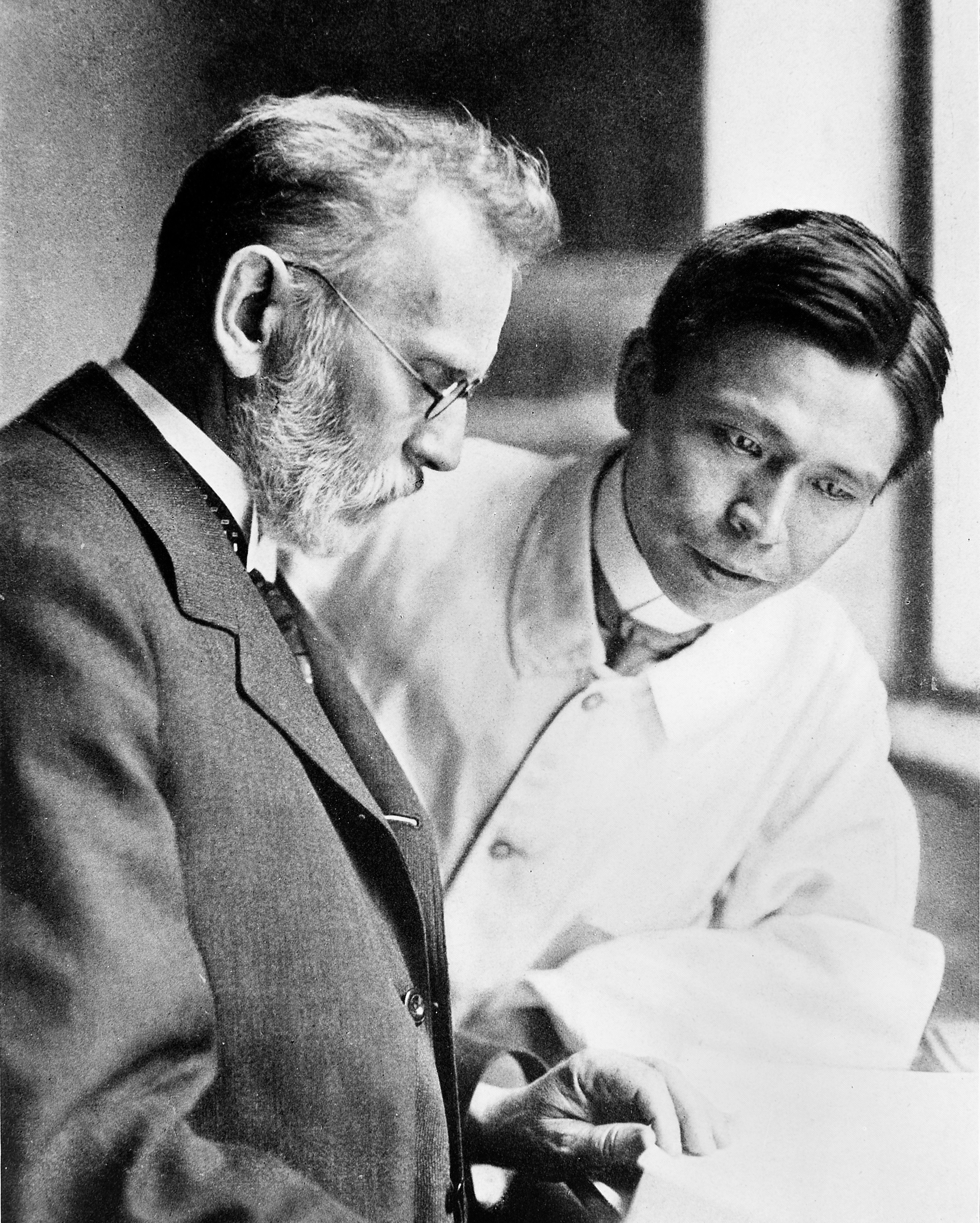
Paul Ehrlich e Sahachiro Hata

I primi composti chimici ad essere esaminati in merito al relativo potere curante furono i coloranti della benzidina, del trifenilmetano, dell'acridina e i composti arsenicati. Gli esperimenti furono condotti sull'atoxyl, o acido arsanilico di Béchamp, un composto utilizzato per curare la tripanosomiasi, la malattia del sonno, ma rivelatosi pericoloso in quanto danneggiava il nervo ottico. Le riduzioni chimiche operate sull'atoxyl portarono alla sintesi di prodotti che manifestavano un'efficacia maggiore, ma mai assoluta, come il composto 418, l'"arsenofenilglicina". Nel 1909, mentre seguiva presso la Bayer, in collaborazione con il giapponese Sahachiro Hata, ricerche sulla cura di ascessi e malattie infettive in genere, ed in particolare sui derivati dell'atoxyl, Ehrlich scoprì che il composto 606, a cui fu dato in seguito il nome di "Salvarsan" (un arsenobenzolo) era efficace contro il Treponema pallidum, agente della sifilide. Inizialmente il composto venne messo da parte, non notati effetti curativi da parte dell'assistente incaricato della sperimentazione. Successivamente Ehrlich impegnò Hata in una lunga serie di sperimentazioni che condussero alla scoperta dell'efficacia del composto, dapprima attraverso osservazioni su animali nei quali erano stati inoculati gli agenti patogeni della sifilide; solo in seguito, il farmaco iniziò ad essere testato su pazienti malati di febbre ricorrente, oltre che di sifilide. Successivi problemi riscontrati nell'uomo imputati all'impiego del composto e alla relativa quantità in dosi, condussero al perfezionamento del Salvarsan, che fu in seguito messo in commercio con il nome di Neosalvarsan, più facile da somministrare e da produrre, ma meno efficace del 606.

## Curiosità
- Il cratere lunare Ehrlich porta il suo nome.
- Il grande continuatore di Paul Ehrlich nel campo della chemioterapia fu Gerhard Domagk che nel 1932, con il Prontosil, aprì la strada ai sulfamidici.
- Alla figura di Ehrlich è dedicato il film biografico del 1940 Un uomo contro la morte (Dr. Ehrlich's Magic Bullet), diretto da William Dieterle e interpretato da Edward G. Robinson.

## Scritti principali
- Beiträge zur Theorie und Praxis der histologischen Färbung. I. Teil: Die chemische Auffassung der Färbung. II. Teil: Die Anilinfarben in chemischer, technologischer und histologischer Beziehung. (Contributi alla Teoria e alla Pratica della Colorazione Istologica. Parte I. La Concezione Chimica della Colorazione. Parte II. Le Tinture a base di Anilina, secondo gli aspetti Chimici, Tecnologici ed Istologici.), Leipzig, 17 giugno, 1878;
- Das Sauerstoffbedürfnis des Organismus (L'Organismo bisognoso d'ossigeno), Eine farbenanalytische Studie, Berlin, Hirschwald, 1885.